# Ајша Тајлер
Ајша Тајлер (енгл. Aisha Tyler; 18. септембар 1970) америчка је глумица. Тајлерова је најпознатија по улози Таре Луис у серији Злочиначки умови и позајмљивању гласа лику Лане Кејн у анимираној серији Арчер.